# Nandaime
Nandaime là một khu tự quản thuộc tỉnh Granada, Nicaragua. Khu tự quản Nandaime có diện tích 372 ki lô mét vuông. Đến thời điểm năm 2005, huyện Nandaime có dân số 34288 người.